# Zlatko Zahovič
Zlatko Zahovič ( escolta (?·pàg.)) (Maribor, 1 de febrer, 1971) és un exfutbolista eslovè.
Fou un dels futbolistes més destacats del país. El 1989 fou fitxat pel Partizan de Belgrad, on jugà fins al 1993, inclosa una cessió al Proleter Zrenjanin (1990-1991). Posteriorment jugà a Portugal, a diversos clubs: Vitória Guimarães (1993-1996), FC Porto (1996-1999) i SL Benfica (2001-2005), a més d'una estada a l'Olympiacos grec (1999-2000) i una al València (2000-2001). Amb el València arribà a la final de la Lliga de Campions 2001 on perdé enfront del Bayern de Múnic. Precisament, Zahovič fallà un dels penals amb què es decidí la final.
Amb la selecció eslovena debutà el 7 de novembre de 1992. Amb aquesta disputà l'Eurocopa 2000 i el Mundial del 2002. El seu darrer partit el disputà el 28 d'abril de 2004, per un total de 80 partits i 35 gols (en ambdós aspectes, rècord de la selecció a data de febrer de 2009).
Des de l'estiu de 2007 esdevingué director esportiu del NK Maribor, amb qui signà un contracte de dos anys.

## Palmarès
- FK Partizan:
  - Lliga serbo-montenegrina de futbol 1992-93
- FC Porto:
  - Lliga portuguesa de futbol 1996-97, 1997-98, 1998-99
  - Copa portuguesa de futbol 1997-98
  - Supercopa portuguesa de futbol 1997-98, 1998-99
- Olympiacos:
  - Lliga grega de futbol 1999-2000
- SL Benfica:
  - Lliga portuguesa de futbol 2004-05
  - Copa portuguesa de futbol 2003-04
- València CF:
  - Finalista de la Lliga de Campions de la UEFA 2000-01